# 索勒
索勒（丹麥語：Sorø，丹麥語發音：[ˈsoːˌʁœˀ]）是位於丹麥西蘭大區索勒市镇的一個城镇。2003年，有人口6,996人。索勒是西蘭大區及索勒市镇的行政中心所在地。

## 外部連結
- 官方網站 （页面存档备份，存于）
- 觀光信息